# Generali Ladies Linz 2000
Generali Ladies Linz 2000 - жіночий тенісний турнір, що проходив на закритих кортах з твердим покриттям TipsArena Linz у Лінці (Австрія). Належав до турнірів 2-ї категорії в рамках Туру WTA 2001. Відбувсь учотирнадцяте і тривав з 14 до 22 жовтня 2000 року. Ліндсі Девенпорт здобула титул в одиночному розряді.

## Очки і призові

### Нарахування очок
| Дисципліна       | П   | Ф   | ПФ | ЧФ | 1/8 | 1/16 | Q     | Q3   | Q2  | Q1  |
| Одиночний розряд | 195 | 137 | 88 | 49 | 25  | 1    | 11.75 | 6.75 | 4   | 1   |
| Парний розряд    | 195 | 137 | 88 | 49 | 1   | Н/Д  | 11.75 | Н/Д  | Н/Д | Н/Д |

### Призові гроші
| Дисципліна       | П       | Ф       | ПФ      | ЧФ      | 1/8    | 1/16   | Q3     | Q2     | Q1   |
| Одиночний розряд | $95,500 | $51,000 | $27,300 | $14,600 | $7,820 | $4,175 | $2,230 | $1,195 | $640 |
| Парний розряд *  | $30,000 | $16,120 | $8,620  | $4,610  | $2,465 | Н/Д    | Н/Д    | Н/Д    | Н/Д  |

* на пару

## Учасниці основної сітки в одиночному розряді

### Сіяні
| Країна    | Гравчиня         | Рейтинг | Сіяна |
| --------- | ---------------- | ------- | ----- |
| США       | Ліндсі Девенпорт | 2       | 1     |
| США       | Вінус Вільямс    | 3       | 2     |
| США       | Моніка Селеш     | 5       | 3     |
| Франція   | Наталі Тозья     | 7       | 4     |
| США       | Чанда Рубін      | 14      | 5     |
| Франція   | Амелі Моресмо    | 15      | 6     |
| Росія     | Олена Дементьєва | 19      | 7     |
| Хорватія  | Сільвія Талая    | 22      | 8     |
| Швейцарія | Патті Шнідер     | 24      | 9     |

Рейтинг подано станом на 9 жовтня 2000.

### Інші учасниці
Нижче наведено учасниць, які отримали вайлдкард на участь в основній сітці:
- Іва Майолі
- Сільвія Плішке
- Патріція Вартуш

Нижче наведено гравчинь, які пробились в основну сітку через стадію кваліфікації:
- Деніса Хладкова
- Каріна Габшудова
- Аманда Гопманс
- Генрієта Надьова

Такі тенісистки потрапили в основну сітку як Щасливі лузери:
- Сільвія Фаріна-Елія
- Тетяна Панова

### Знялись з турніру

#### Перед початком турніру
- Моніка Селеш → її замінила  Сільвія Фаріна-Елія
- Ліза Реймонд → її замінила  Тетяна Панова

#### Під час турніру
- Кара Блек (особисті причини)

### Знялись
- Барбара Шетт (інфекція пальця правої ноги)
- Тетяна Панова (травма плеча)

## Учасниці основної сітки в парному розряді

### Сіяні
| Країна   | Гравчиня      | Країна     | Гравчиня        | Рейтинг | Сіяна |
| -------- | ------------- | ---------- | --------------- | ------- | ----- |
| Японія   | Ай Суґіяма    | Франція    | Наталі Тозья    | 11      | 1     |
| Зімбабве | Кара Блек     | Росія      | Олена Лиховцева | 38      | 2     |
| США      | Ніколь Арендт | Нідерланди | Манон Боллеграф | 51      | 3     |
| Австрія  | Барбара Шетт  | Нідерланди | Кароліна Віс    | 55      | 4     |

Рейтинг подано станом на 9 жовтня 2000.

### Інші учасниці
Нижче наведено пари, які отримали вайлдкард на участь в основній сітці:
- Даніела Кікс /  Jenny Zika

Нижче наведено пари, що пробились в основну сітку через стадію кваліфікації:
- Анна Кремер /  Генрієта Надьова

Пари, що потрапили в основну сітку як щасливі лузери:
- Сібіль Баммер /  Мая Палавершич-Coopersmith

## Переможниці та фіналістки

### Одиночний розряд
- Ліндсі Девенпорт —  Вінус Вільямс, 6–4, 3–6, 6–2.[1]

Для Девенпорт це був 3-й титул WTA в одиночному розряді за сезон і 29-й - за кар'єру.

### Парний розряд
- Амелі Моресмо /  Чанда Рубін —  Ай Суґіяма /  Наталі Тозья, 6–4, 6–4.

Для Моресмо це був 1-й титул WTA в парному розряді. Для Рубін це був 2-й титул WTA в парному розряді за сезон і 10-й - за кар'єру. Це був їхній єдиний титул разом. Для Рубін це був останній титул WTA в парному розряді.